# Немов, Пётр Александрович
Пётр Алекса́ндрович Не́мов (18 октября 1983, Орёл, СССР) — российский футболист, полузащитник. Обладатель Кубка России 2011/12 в составе «Рубина».
Начал карьеру в Футбольной школе молодёжи. После нескольких сезонов в столичных клубах, где не являлся игроком основного состава, Немов перешёл в самарские «Крылья Советов». В 2007 году стал игроком подмосковного ФК «Сатурн», за который в качестве одного из ключевых игроков провёл более ста матчей. В 2010 году клуб был расформирован, и Немов перешёл в казанский «Рубин». В течение сезона 2011/12 в составе клуба стал обладателем Кубка России, после чего подписал новый контракт к вернулся в «Крылья Советов», а в 2014 году перешёл в «Томь».

## Карьера

### Клубная

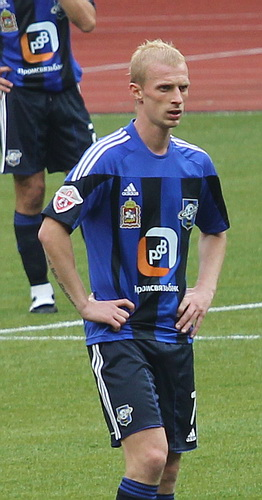
Петр Немов в составе раменского «Сатурна»

Пётр Немов родился в Орле, где начал тренироваться под руководством Юрия Викторовича Самулистова. В возрасте 13-ти лет переехал из Орла в Москву, чтобы заниматься в Футбольной школе молодёжи. Ездил во Францию на профотбор в клуб «Сент-Этьен». В 2000 году в составе юношеской сборной России по футболу (до 17 лет) участвовал в чемпионате Европы.
Профессиональную карьеру начал в московском «Динамо» под руководством Валерия Газзаева. В сезоне 2000 года отыграл 7 матчей в основном составе «бело-голубых», а также 23 встречи, в которых забил 2 гола, в турнире второго дивизиона, где выступал за динамовский дубль. Первый гол на высшем уровне забил также за «Динамо» — в матче 1/8 финала Кубка России 2000/01 против «Торпедо»; при счете 0:1 на 72-й минуте сравнял счёт, но в серии пенальти победили торпедовцы. Свой первый гол в чемпионате России по футболу забил в сезоне 2001 «Ротору».
В 2002 году Немов перешёл в московский «Спартак», в котором провёл всего один год. В нём был заинтересован ярославский «Шинник», но «Спартак» на один сезон отдал Немова в аренду самарским «Крыльям Советов». Свою первую игру за «Крылья» провёл 15 марта 2003 года. Всего за сезон отыграл 10 матчей в высшем дивизионе, а также 7 за дубль, в которых забил 2 гола.
Позже «Крылья Советов» выкупили игрока у «Спартака», и за этот клуб Немов сыграл в двух матчах 2-го квалификационного раунда Кубка УЕФА 2005/2006 против БАТЭ 11 и 25 августа, а также провёл 32 поединка в премьер-лиге за основной состав. Кроме этого, забил 5 голов в 32 играх за дублирующий состав самарского клуба.
Перед сезоном 2007 года Немов перешёл в подмосковный «Сатурн», где стал одним из ключевых игроков клуба. В одном из интервью сказал: «„Сатурн“ мне всегда был симпатичен, играть против подмосковной команды приходилось непросто. По душе футбол, который „Сатурн“ показывал под руководством Владимира Вайсса. Считаю, у моей новой команды есть все основания, чтобы вести борьбу за самые высокие места. Да и самому хочется выиграть медали чемпионата России». Свой первый матч за новую команду хавбек провёл 11 марта 2007 года, когда вышел на поле в поединке с «Зенитом» (свой 100-й матч за команду провёл также против «Зенита», но «Сатурн» в той игре был повержен со счётом 1:6). Всего за «Сатурн» полузащитник провёл 108 матчей и забил 6 голов.
После сезона 2010 «Сатурн» был расформирован из-за финансовых проблем, и Немов ушёл в казанский «Рубин» свободным агентом. 1 февраля 2011 года подписал контракт с клубом на 3,5 года. Дебютировал 13 марта 2011 года в матче против «Кубани». За эту команду в сезоне 2011 отыграл 7 матчей в еврокубках (3 в Лиге чемпионов и 4 в Лиге Европы). В апреле 2012 года был выставлен на трансфер.
1 июня 2012 года подписал трёхлетний контракт с «Крыльями Советов», который был расторгнут по обоюдному согласию после того, как клуб покинул премьер-лигу по итогам сезона 2013/14.
Уже после закрытия трансферного окна, 18 сентября Немов в качестве свободного агента стал игроком «Томи». Дебютировал в составе клуба 11 октября 2014 года в матче с «Балтикой», выйдя на замену Ивану Темникову. 29 марта Немов принёс томичам победу над ФК «Тосно». По окончании сезона пути футболиста и клуба разошлись, однако уже 16 июля Немов вернулся в томскую команду, подписав контракт по схеме «1+1». В декабре 2015 года стало известно, что футболист был выставлен на трансфер, получив статус свободного агента.

### В сборной
В 1999 году играл в отборе на чемпионат Европы среди юношей до 17 лет. Дебютировал в матче против сборной Литвы и в той же игре впервые забил. На самом чемпионате Немов сыграл в 1/4 финала против Нидерландов. За сборную до 17 лет провёл 9 матчей, забил 2 гола.
За сборную до 19 лет сыграл два матча, при этом ни разу не отличился голом. Играл в отборе на чемпионат Европы 2002 года в матчах против Литвы и Кипра.

## Статистика выступлений
| Команда                 | Сезон            | Чемпионат        | Чемпионат | Чемпионат | Кубок | Кубок | Еврокубки | Еврокубки | Прочее | Прочее | Итого | Итого |
| Команда                 | Сезон            | Уров.            | Игры      | Голы      | Игры  | Голы  | Игры      | Голы      | Игры   | Голы   | Игры  | Голы  |
| ----------------------- | ---------------- | ---------------- | --------- | --------- | ----- | ----- | --------- | --------- | ------ | ------ | ----- | ----- |
| Динамо (Москва)         | 2000             | I                | 7         | 0         | 2     | 1     | 0         | 0         | 0      | 0      | 9     | 1     |
| Динамо-2 (Москва)       | 2000             | III              | 23        | 2         | 0     | 0     | 0         | 0         | 0      | 0      | 23    | 2     |
| Динамо (Москва)         | 2001             | I                | 4         | 1         | 2     | 0     | 2         | 0         | 0      | 0      | 8     | 1     |
| Спартак (Москва)        | 2002             | I                | 2         | 0         | 0     | 0     | 0         | 0         | 0      | 0      | 2     | 0     |
| Крылья Советов (Самара) | 2003             | I                | 10        | 0         | 0     | 0     | 0         | 0         | 1      | 0      | 11    | 0     |
| Крылья Советов (Самара) | 2004             | I                | 0         | 0         | 0     | 0     | 0         | 0         | 0      | 0      | 0     | 0     |
| Крылья Советов (Самара) | 2005             | I                | 8         | 0         | 2     | 0     | 2         | 0         | 0      | 0      | 12    | 0     |
| Крылья Советов (Самара) | 2006             | I                | 14        | 0         | 2     | 0     | 0         | 0         | 0      | 0      | 16    | 0     |
| Сатурн (Раменское)      | 2007             | I                | 27        | 0         | 3     | 0     | 0         | 0         | 0      | 0      | 30    | 0     |
| Сатурн (Раменское)      | 2008             | I                | 26        | 1         | 4     | 0     | 1         | 0         | 0      | 0      | 31    | 1     |
| Сатурн (Раменское)      | 2009             | I                | 29        | 1         | 0     | 0     | 0         | 0         | 0      | 0      | 29    | 1     |
| Сатурн (Раменское)      | 2010             | I                | 26        | 4         | 1     | 0     | 0         | 0         | 0      | 0      | 27    | 4     |
| Рубин (Казань)          | 2011/12          | I                | 25        | 0         | 3     | 0     | 7         | 0         | 0      | 0      | 35    | 0     |
| Крылья Советов (Самара) | 2012/13          | I                | 20        | 2         | 0     | 0     | 0         | 0         | 2      | 0      | 22    | 2     |
| Крылья Советов (Самара) | 2013/14          | I                | 26        | 0         | 0     | 0     | 1         | 0         | 2      | 0      | 28    | 0     |
| Крылья Советов (Самара) | 2014/15          | II               | 4         | 0         | 0     | 0     | 0         | 0         | 0      | 0      | 4     | 0     |
| Томь (Томск)            | 2014/15          | II               | 20        | 2         | 0     | 0     | 0         | 0         | 1      | 0      | 21    | 2     |
| Томь (Томск)            | 2015/16          | II               | 15        | 1         | 1     | 1     | 0         | 0         | 0      | 0      | 16    | 2     |
| Всего за карьеру        | Всего за карьеру | Всего за карьеру | 263       | 12        | 18    | 2     | 15        | 0         | 6      | 0      | 324   | 16    |

Статистика взята с сайта Профиль на сайте FootballFacts.ru

## Достижения
- Обладатель Кубка России: 2011/12

 «Томь»
- ФНЛ
  -  Бронзовый призёр (1): 2015/16

## Личная жизнь
Женат второй раз, от первого брака есть двое детей: Станислав и Арина. Любит делать татуировки, по его словам, он нанёс их на всю правую руку, грудь, рёбра, плечо, ногу и шею. Ежегодно в Орловской области проводит детский турнир.

## Галерея

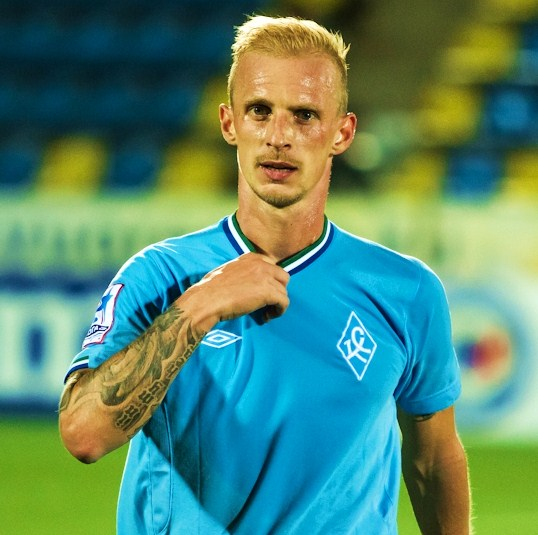
Пётр Немов в форме «Крыльев Советов»
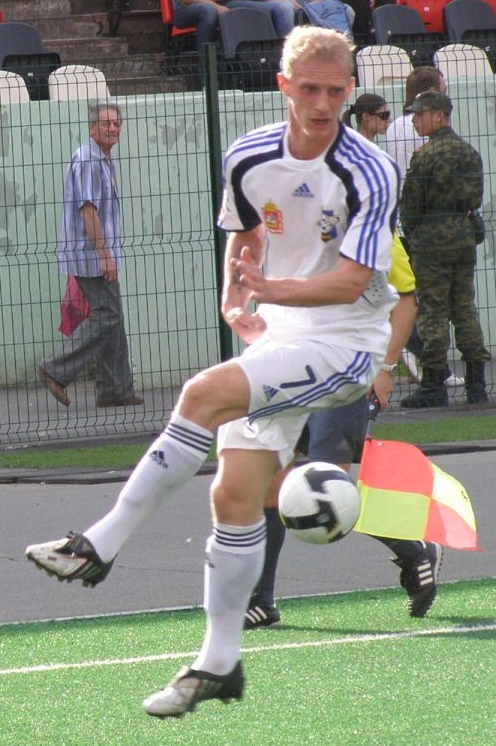
Немов в игре за «Сатурн»
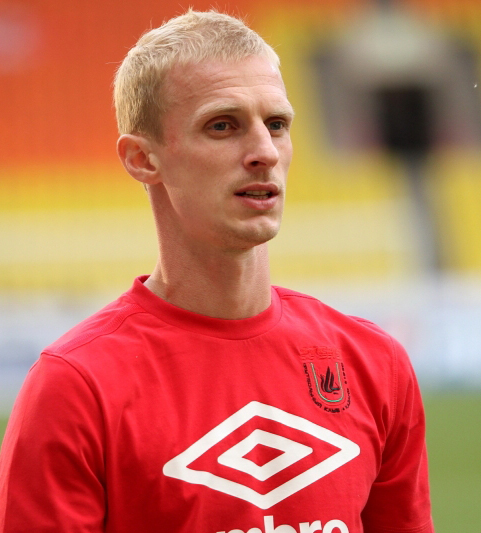
Пётр в 2011 году
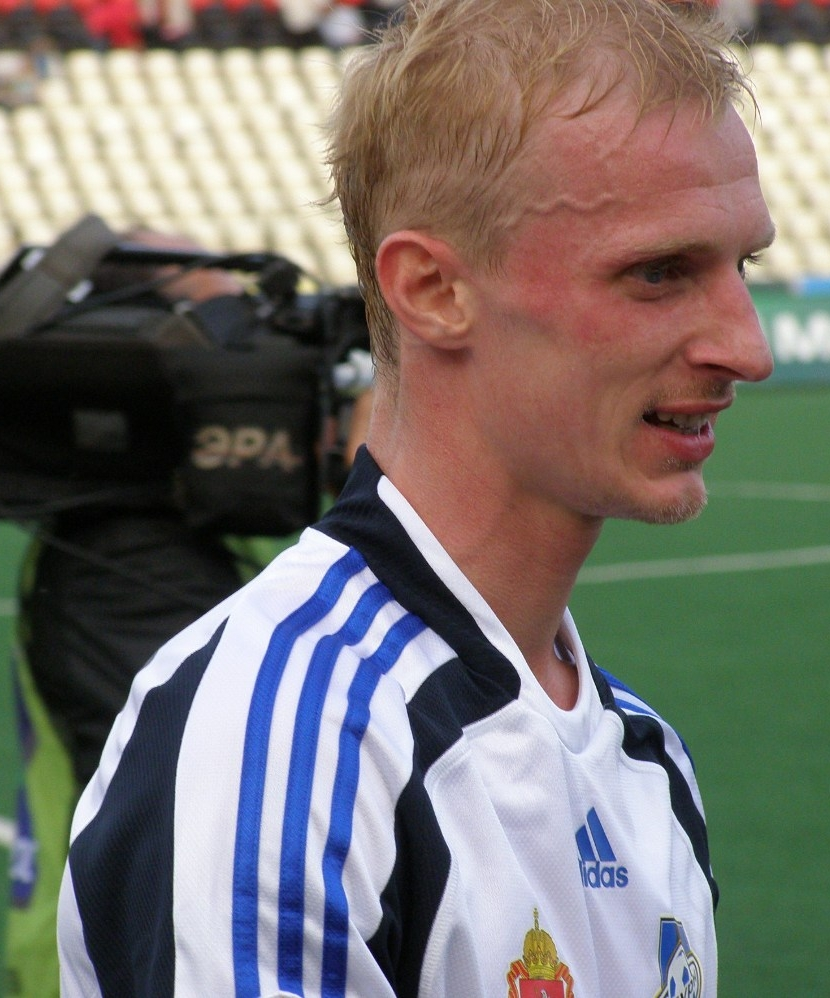
Немов в 2009 году